# Saint-Jean-Baptiste-de-Restigouche
Pour les articles homonymes, voir Saint-Jean-Baptiste.
Saint-Jean-Baptiste-de-Restigouche est un village du comté de Restigouche, à l'ouest de la province canadienne du Nouveau-Brunswick. Le village était autrefois un district de services locaux (DSL) qui a fusionné avec Menneval en 2019 pour former le nouveau DSL de Saint-Jean-Baptiste-Menneval. Dans le cadre de la réforme de la gouvernance locale du 1er janvier 2023, le DSL a été fusionné à la communauté rurale de Kedgwick.

## Toponyme
Le village s'appelait à l'origine Olivier Siding, en l'honneur du bucheron Olivier Guérette ; le nom actuel date de 1948 et est choisi l'honneur de Jean-Baptiste Thibault, curé de Kedgwick desservant aussi le village entre 1938 et 1940.

## Géographie
Saint-Jean-Baptiste-de-Restigouche est situé dans les Appalaches, le long de la route 17, à près de 60 kilomètres de route au sud-ouest de Campbellton.
Il est le village le plus élevé de la province, à 369 mètres d'altitude.
Le sous-sol de Saint-Jean-Baptiste-de-Restigouche est composé de roches sédimentaires clastiques du groupe Grog Brook, plus précisément de la formation de Madawaska, datant de l'Ordovicien supérieur (441 à 460 millions d'années).
Saint-Jean-Baptiste-de-Restigouche est généralement considéré comme faisant partie de l'Acadie.

## Histoire
Saint-Jean-Baptiste-de-Restigouche est situé dans le territoire historique des Micmacs, plus précisément dans le district de Gespegeoag, qui comprend le littoral de la baie des Chaleurs. Ce territoire était revendiqué d'abord par les Iroquois et ensuite seulement par les Mohawks. Le site voisin d'Atholville compte dès le VIe siècle av. J.-C. un village du nom de Tjikog. La rivière Restigouche est riche en saumon et toute la région est un territoire de chasse, tandis que des portages la relient au fleuve Saint-Jean.
Les Grands feux de la Miramichi détruisent une bonne partie de la forêt du Nouveau-Brunswick en 1825. L'industrie forestière se déplace alors vers le nord et des scieries ainsi que des chantiers navals sont ouverts à Atholville et Campbellton. Les grands pins et épinettes sont déjà presque tous passés sous la scie en 1850 mais de petites scieries continuent de traiter le bois descendant les rivières Restigouche et Upsalquitch.
La construction du chemin de fer Restigouche and Western, entre Tide Head et Saint-Léonard, commence en 1898. Les travaux sont ralentis en raison du terrain difficile et du manque de fonds et le chemin de fer International prend le contrôle de la ligne en 1906. Les travaux sont terminés en 1910. La construction du chemin de fer permet de coloniser les hauts plateaux. Le village est fondé durant les travaux
La compagnie Sydney Lumber ouvre une scierie mais cette dernière est démolie dans un incendie en 1923. Une chapelle est construite en 1928. La sacristie sert d'école. Le 29 mai 1934, un feu de forêt ravage la plus grande partie du village; les habitants se réfugient dans la chapelle, qui échappe aux flammes. L'école est inaugurée en 1936 et ses premières institutrices sont Winnie et Patricia Branch. L'église Saint-Jean-Baptiste est inaugurée en 1942. L'école est détruite dans un incendie en 1944. La mission est érigée en paroisse en 1948. Un presbytère est construit entre 1948 et 1950. La salle paroissiale ouvre ses portes en 1956. Un centre récréatif est mis sur pied entre 1958 et 1965. La caisse populaire est fondée en 1960; elle n'existe plus de nos jours. En 1969, la sacristie est transformée en l'Accueil Marguerite Bourgeoys, venant en aide aux personnes dans le besoin. Le chemin de fer International est abandonné en 1989.

## Démographie
(août 2016).
D'après le recensement de Statistique Canada, il y avait 197 habitants en 2006, comparativement à 214 en 2001, soit une baisse de 7,9 %. Il y a 99 logements privés, dont 86 occupés par des résidents habituels. Le village a une superficie de 95,99 km2 et une densité de population de 2,1 habitants au kilomètre carré.
| 2011 | 2016 | 2021 |
| ---- | ---- | ---- |
| 174  | 161  | 146  |

## Économie
Entreprise Restigouche a la responsabilité du développement économique.

## Administration

### Comité consultatif
En tant que district de services locaux, Saint-Jean-Baptiste-de-Retsigouche est administré directement par le Ministère des Gouvernements locaux du Nouveau-Brunswick, secondé par un comité consultatif élu composé de cinq membres dont un président.
le président est m. Burt w. Paulin avec 35 ans d'expérience dans le domine politique.

### Commission de services régionaux
Saint-Jean-Baptiste-de-Restigouche fait partie de la Région 2, une commission de services régionaux (CSR) devant commencer officiellement ses activités le 1er janvier 2013. Contrairement aux municipalités, les DSL sont représentés au conseil par un nombre de représentants proportionnel à leur population et leur assiette fiscale. Ces représentants sont élus par les présidents des DSL mais sont nommés par le gouvernement s'il n'y a pas assez de présidents en fonction. Les services obligatoirement offerts par les CSR sont l'aménagement régional, l'aménagement local dans le cas des DSL, la gestion des déchets solides, la planification des mesures d'urgence ainsi que la collaboration en matière de services de police, la planification et le partage des coûts des infrastructures régionales de sport, de loisirs et de culture; d'autres services pourraient s'ajouter à cette liste.

### Représentation et tendances politiques
Nouveau-Brunswick: Saint-Jean-Baptiste-de-Restigouche fait partie de la circonscription provinciale de Restigouche-La-Vallée, qui est représentée à l'Assemblée législative du Nouveau-Brunswick par Martine Coulombe, du Parti progressiste-conservateur. Elle fut élue en 2010.
 Canada: Saint-Jean-Baptiste-de-Restigouche fait partie de la circonscription fédérale de Madawaska—Restigouche, qui est représentée à la Chambre des communes du Canada par Jean-Claude D'Amours, du Parti libéral. Il fut élu lors de la 38e élection générale, en 2004, puis réélu en 2006 et en 2008.

## Vivre à Saint-Jean-Baptiste-de-Restigouche
Saint-Jean-Baptiste-de-Restigouche possède une caserne de pompiers. Il y a un club des Chevaliers de Colomb. Le village est traversé par le Sentier international des Appalaches. Le détachement de la Gendarmerie royale du Canada le plus proche est à Saint-Quentin. Le bureau de poste le plus proche est quant à lui à Kedgwick. Le poste d'Ambulance Nouveau-Brunswick le plus proche est aussi à Kedgwick tandis que l'hôpital le plus proche est l'Hôtel-Dieu Saint-Joseph de Saint-Quentin.
Le quotidien francophone est L'Acadie nouvelle, publié à Caraquet, et le quotidien anglophone est Telegraph-Journal, publié à Saint-Jean.

### Religion

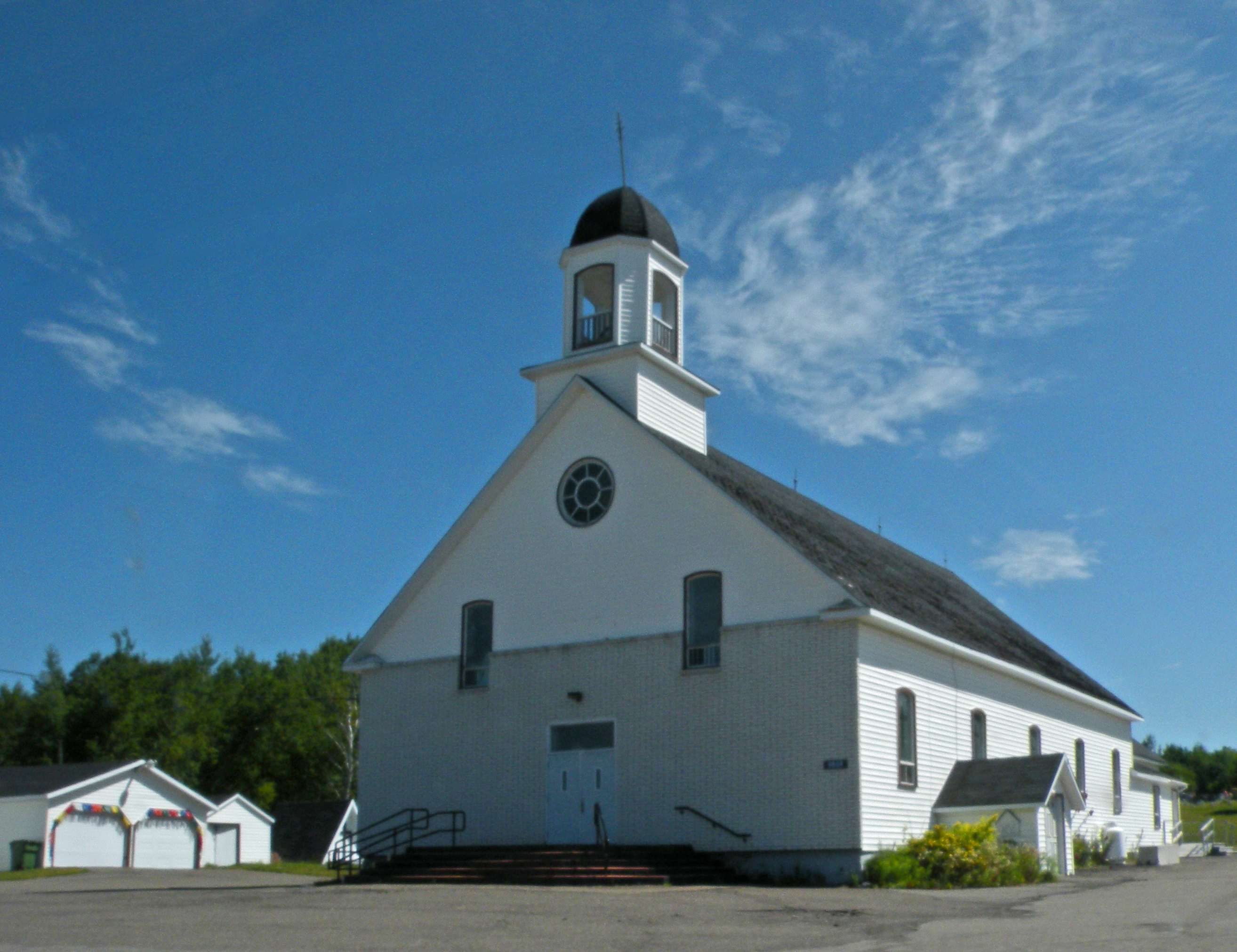
Église.

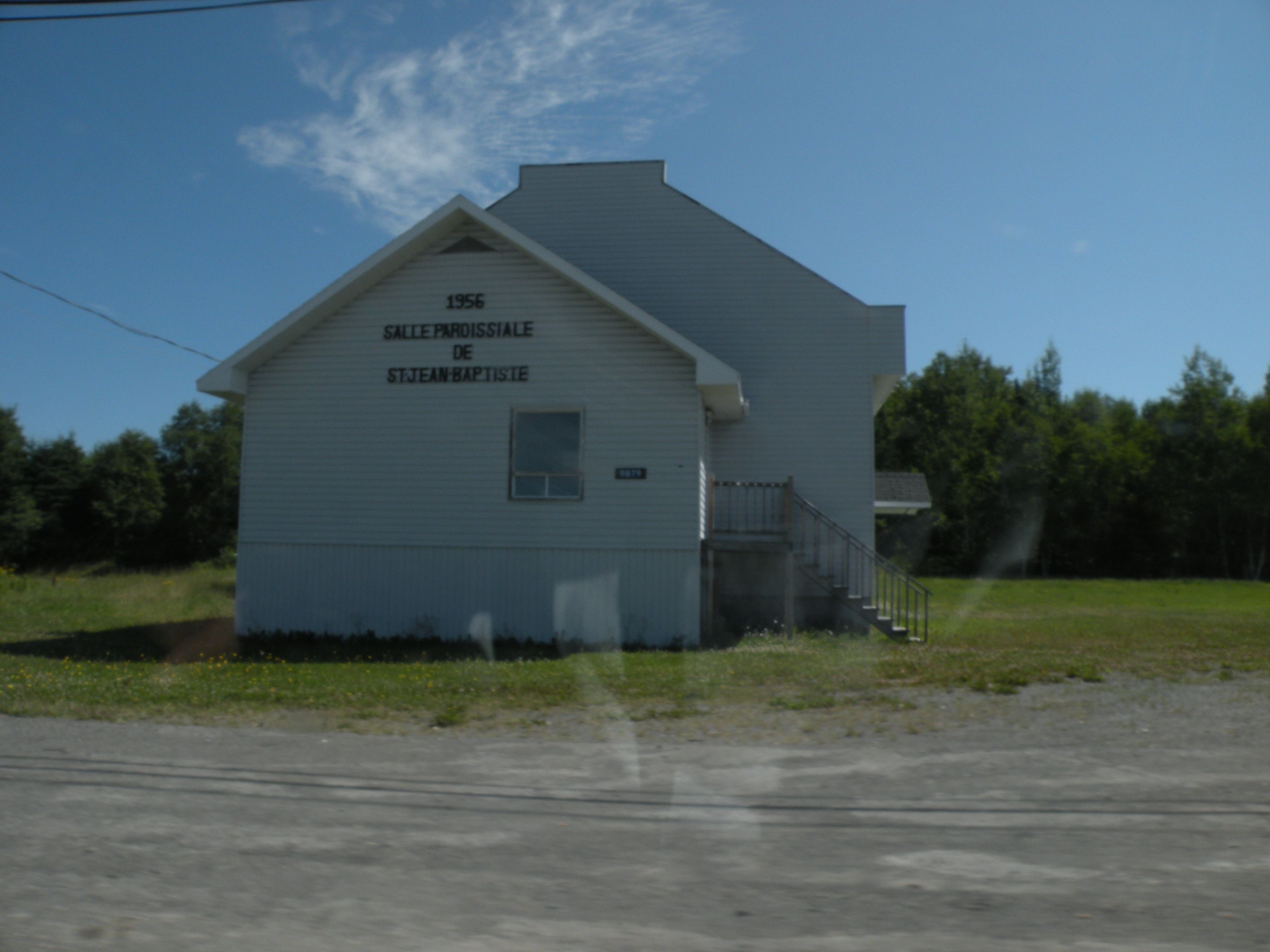
Salle paroissiale.

L'église catholique romaine Saint-Jean-Baptiste-de-Restigouche est le siège de la paroisse du même nom. Elle fait partie de l'unité pastorale de Kedgwick et Saint-Jean-Baptiste, elle-même comprise dans le diocèse d'Edmundston.
Missionnaires
- Jean-Baptiste Thibault, 1938-1941
- Narcisse Gagnon, 1941-1947
- Étienne Dubé, 1947
- E. Lavoie, 1947
- Camille Leclerc, 1947-1948

Curés résidents
- Camille Côté, 1948-1950
- Armand Labrie, 1950-1958
- Arthur Rossignol, 1958-1965
- Jacques Gauvreau, 1965-1970
- Enoïl Thériault, 1970-1972
- Jacques Gauvreau, 1972
- Moïse Arsenault, 1972-1977
- Raymond Melanson, 1977-1987

Curés desservants
- Armand Plourde, 1987-1991
- Jacques Gauvreau, 1991-1992
- Gabriel Friolet, 1992-1996
- Pierre Thibodeau, 1996-1997
- Yvon Ouellet, 1998-1999
- Eymard Duguay, 1999-2002
- Ivan Thériault, 2002-2007
- Ernest Dumaresq, 2007 -

## Culture

### Personnalités
- Burt Paulin (Montréal, 1955 - ), homme politique, résidant à Saint-Jean-Baptiste-de-Restigouche.